# امامزاده قاسم (ازنا)
امامزاده قاسم یکی از بناهای تاریخی استان لرستان در غرب ایران است که قدمت آن به قرن هشتم هجری و دوره ایلخانی می‌رسد. این آرامگاه، در روستای امامزاده قاسم در دهستان جاپلق (گاپله) از توابع شهرستان ازنا و در دشت جاپلق واقع شده است.این روستا در گذشته از سردسیرات عشایر ایل بختیاری بوده است. نام این روستا نیز برگرفته از همین امامزاده می‌باشد. قدمت این امامزاده به دوره ایلخانی می‌رسد. کتیبه روی در ورودی این مقبره و نیز حاشیه‌های ضریح، سالهای ۷۳۸، ۸۰۸ و ۸۵۰ قمری را نشان می‌دهند.مردم این روستا از   لرهای بختیاری هستند،و زبان آنها لری است.

## آثار ملی ایران
آرامگاه این امامزاده در ردیف فهرست آثار ملی ایران با شمارهٔ ۱۷۵۷ ثبت شده‌است. گنبد مخروطی شکل امامزاده قاسم با 22 متر ارتفاع یکی از موارد خاص معماری در نوع خود و از عجایب معماری ایران می‌باشد. این گنبد از بیرون مخروطی ولی از داخل حرم به شکل کروی می‌باشد.